# Часовникова кула (Варна)
Часовниковата кула във Варна води началото си с инсталирането на часовников механизъм в наблюдателната кула на пожарната команда през 1890 г.
Механизмът е английско производство и е внесен от Отон Иванов, но няма сведения за фирмата производител. Съоръжението е с височина 24 метра, а противопожарната дейност от кулата е преустановена след прекарването на телефон на пожарната команда през 1898 г.

## Исторически данни
Още през 1775 г. Варна има камбанария с часовник, наричана Сахат-кула, която вероятно е разрушена при обсадата през 1828 г. или при големия пожар във Варна през Кримската война на 10 август 1854 г..
Издигане на новия градски часовник се осъществява около 1891 г., след като на 10 март 1889 от градската управа е организиран и проведен търг за построяване на обществена сграда с пожарна кула. Варненската железопътна гара също е оборудвана (1925) с часовникова кула, построена от компанията „Пител-Браузеветер“.

## Културна сцена
През 1888 г. Варненската общинска управа с кмет Кръстьо Мирски възлага на градския архитект Сава Димитриевич да изработи проект за център на обществени културни прояви, който да се пристрои към градската часовникова кула. През 1890 г. тази сграда е построена и в салона ѝ заработва театралната трупа „Основа“, а от 12 март 1921 г. – и Варненският общински театър. Източната ѝ фасада е в италиански ренесансов стил и става емблема на града. Сградата е известна като зала „Съединение“.
На 9 декември 1934 г. в този салон се състои освещаването и първото излъчване в ефир на радио Варна, което се помещава в същата сграда.
През 1965 г. сградата е основно ремонтирана. Залата е преименувана от „Съединение“ на „Варненска комуна“ и започва да работи като сцена-филиал на Драматичния театър.